# جاستن لوف
جاستن لوف (بالألمانية: Justin Löwe)‏ هو لاعب كرة قدم ألماني في مركز الوسط، ولد في 30 ديسمبر 1998 في ألمانيا. لعب مع دينامو درسدن.

## وصلات خارجية
- جاستن لوف على موقع قاعدة بيانات كرة القدم.إي يو (الإنجليزية)
- جاستن لوف على موقع عالم كرة القدم.نت (الإنجليزية)